# Advice to the Lovelorn
Advice to the Lovelorn is een Amerikaanse dramafilm uit 1933 onder regie van Alfred L. Werker. Het scenario is gebaseerd op de roman Miss Lonelyhearts (1933) van de Amerikaanse auteur Nathanael West. Destijds werd de film in Nederland uitgebracht onder de titel Liefdesadviezen gevraagd.

## Verhaal
Toby Prentiss is een journalist bij een krant in Los Angeles, die het aldoor aan de stok heeft met zijn hoofdredacteur. Wanneer hij een primeur over een aardbeving misloopt, wordt hij gedegradeerd naar de eenzamehartenrubiek. Toby is vastbesloten om uit die functie ontslagen te worden en hij begint zijn lezers vreemde liefdesadviezen te geven. Zo wordt hij alleen maar populairder.

## Rolverdeling
| Acteur            | Personage     |
| ----------------- | ------------- |
| Lee Tracy         | Toby Prentiss |
| Sally Blane       | Louise        |
| Paul Harvey       | Gaskell       |
| Sterling Holloway | Benny         |
| C. Henry Gordon   | Kane          |
| Isabel Jewell     | Rose          |